# Agrodiaetus galloi
Agrodiaetus galloi är en fjärilsart som beskrevs av Emilio Balletto och Toso 1979. Agrodiaetus galloi ingår i släktet Agrodiaetus och familjen juvelvingar. Inga underarter finns listade i Catalogue of Life.